# Matrona cyanoptera
Matrona cyanoptera – gatunek ważki z rodziny świteziankowatych (Calopterygidae). Występuje na Tajwanie.

## Systematyka
Gatunek ten zgodnie z zasadami nazewnictwa binominalnego opisali w 2000 roku Matti Hämäläinen i Wen-Chi Yeh. Holotyp (samiec) został odłowiony w czerwcu 1997 roku w Neishwangsi w Tajpej (północna część Tajwanu). Autorzy wskazali też i przebadali paratypy (6 samców i 3 samice). Wcześniej te charakterystyczne ważki uznawano zwykle za przedstawicieli nieopisanego podgatunku Matrona basilaris, a dawni autorzy zaliczali je niekiedy do Matrona nigripectus. W 1907 roku Matsumura na swej liście pożytecznych owadów Japonii wymienił ważki z Tajwanu (którym wówczas władała Japonia) pod nazwami Matrona formosana i Matrona coerulea, dodatkowo podając nazwy japońskie, ale nie dokonał żadnego opisu, stąd nazwy te uznawane są za nomen nudum (nie wiadomo też, czy nazwy te dotyczyły uznanych przez autora za osobne gatunki samca i samicy, czy samców w różnym wieku).